# Поляризованный ландшафт
Поляризованный ландшафт (поляризованная биосфера) — концепция культурного ландшафта с территориальной структурой, предполагающей гармоничное сосуществование природных зон и деятельности человека.
Окружающая среда, сформированная по концепции поляризованного ландшафта, содержит расположенные вдоль дорог поселения и полосы парковых зон. «Решётки» из поселений и парков накладываются на «фон» из сельскохозяйственных земель, при этом величина и границы отдельных зон поляризованного ландшафта будут разными в зависимости от условий конкретной местности. Заповедники и другие природоохранные территории с одной стороны, и, с другой стороны, центры городов и индустриальные районы рассматриваются как в одинаковой степени важные и противоположные (полярные) части среды. Между ними располагаются прочие функциональные зоны, промежуточные по плотности постоянного населения, по степени интенсивности землеприродопользования, по транспортной доступности.
Согласно концепции поляризованного ландшафта, природоохранные территории, расположенные между антропогенными территориями, также должны объединяться в единое целое (так называемый эконет) с помощью зелёных коридоров. При этом предполагается, что исходная «решётка» (или первоначальный план-картоид) на реальной местности образуется с учётом потребностей антропогенной инфраструктуры и особенностей ландшафта, таких как рельеф и водотоки.
Концепцию поляризованного ландшафта как одного из подходов функционального зонирования территории предложил советский и российский географ Борис Родоман в 1970 году. За пределами России и СССР данная концепция распространения не получила. По мнению Родомана, концепция поляризованного ландшафта отличается от аналогичных концепций, разработанных за пределами России, поскольку учитывает местную специфику.